# 荣县大佛
29°27′20″N 104°25′44″E / 29.45556°N 104.42889°E
荣县大佛位于四川省荣县老城区东南，1956年8月16日公佈為四川省第一批歷史及革命文物保護單位。1980年7月7日重新公佈為四川省第一批文物保護單位。2006年5月25日列為第六批全國重點文物保護單位。
荣县大佛建造于唐代，高36.67米，头长8.74米，肩宽12.67米，体宽14.6米，膝高12米，脚宽3.5米，是世界第二大石刻佛像和世界第一大石刻释迦牟尼（如来）佛像。大佛依山凿成，头与山巅齐平，气势雄伟，造型庄严圆满，形神俱备。历经千年，至今保存完整，是中国石刻遗存之艺术瑰宝。
大佛所在的庙宇，唐宋时名开化寺，后称大佛禅寺。据志书记载，“唐时架殿十层，高四十七丈，阔十五丈”。“宋时寺门，抵今溪岸。”毁于明末兵火。清嘉庆、道光年间重建。整个庙宇依山就势，以大佛为中心向东西拓展，占地面积74.4公顷，主要由山门殿、大雄宝殿、地藏殿、观音殿、达摩殿、罗汉堂、藏经楼等建筑组成，禅林古刹，错落有致。寺内除大佛外，还有大肚弥勒、达摩渡江石刻、放翁诗亭、白云深处、松荫枕石、荣州碑园、啸台及唐宋摩崖造像群等景观。古以来就有“嘉州大佛雄，荣州大佛美”之誉。 